# Quête de vision
La quête de vision est un rite de passage de certaines cultures amérindiennes, connu notamment par la description ethnographique des rites des Lakotas, qui l'appellent par le terme Hąbléčheya ou Hanblecheyapi, qui signifie, pleurer pour avoir une vision.  Il est également répertorié comme l'un des sept rites secrets de ce peuple dans l'ouvrage The Sacred Pipe de Black Elk. Sa pratique vise à obtenir une vision des esprits supérieurs par le jeûne et l'isolement, afin d'obtenir des conseils dans un certain domaine.
Ces traditions, aussi appelées « visions de rêve » ou « jeûnes de rêve » parmi les nations autochtones, varient d’une culture à l’autre. En général, toutefois, les participants sont de jeunes hommes cherchant à être reconnus par leur communauté à titre d’adultes (et, potentiellement, de leaders) en complétant la quête.

## Description
La quête de vision est pratiquée par presque tous les peuples amérindiens des Grandes Plaines, afin d'obtenir la sagesse ou le pouvoir du monde des esprits par le biais de la vision. Avec la Danse du Soleil, c'est l'une des principales pratiques d'abnégation rituelle de ces peuples. Elle est considérée comme un rite de passage, étant une exigence pour les adolescents hommes et femmes ; comme une préparation à la guerre ; comme une pratique chamanique ; et comme une consultation spirituelle à des moments importants de la vie personnelle ou communautaire. Un des informateurs Oglagla de l'ethnographe James Riley Walker a expliqué :
   Le Hanbleyapi est très ancien. Il est très wakan (sacré). Il faut le faire avant de tenter quelque chose de très important. Il faut toujours effectuer la cérémonie du bain de sueur avant de chercher la vision. La quête de la vision est effectuée de différentes manières. Dans la plupart des cas, on se rend seul sur une montagne après avoir fait certaines choses selon les coutumes et là, on attend la vision. Si l'on veut avoir une vision des choses qui sont d'une grande importance, il faut demander conseil à un chaman qui connaît ces choses et les faire selon ses instructions.
Il s'agit d'une forme d'ascèse où, pendant un certain temps, durant au moins quelques jours, le suppliant s'isolerait de son peuple et se retirerait dans un endroit isolé avec le moins de biens possible et ne ferait rien d'autre que de supplier les esprits de lui accorder une vision qui lui donnerait ce qu'il demande ou lui révélerait ce qu'il prétend savoir, s'abstenant même de manger ou de boire. Cette pratique est généralement précédée d'une purification rituelle par des bains de sueur.

## Une origine légendaire
Selon une légende Lakota, la pratique a été établie par Skan (le ciel), qui a chargé un sage nommé Ksa d'enseigner aux hommes comment communiquer avec les esprits. Le premier à apprendre a été un vieil homme nommé Wazi, à qui on a appris à exécuter le Hanblecheyapi de cette manière :
   Purifie ton corps et va seul dans un endroit où il n'y a pas d'autre être vivant. Restez là sans manger ni boire, en méditant sur le message que vous voulez recevoir jusqu'à ce qu'il vienne à vous. Alors, retournez le dire à votre peuple. Si l'un des esprits veut parler à travers vous, le message vous parviendra comme dans un rêve.
En plus de la vision, le suppliant peut obtenir d'autres récompenses surnaturelles telles que des esprits protecteurs et des connaissances chamaniques. Les esprits peuvent également instruire une pratique permanente ou imposer un tabou au visionnaire.

## Appropriation culturelle
Les pratiques spirituelles New Age (ou nouvel-âge) reprennent les quêtes de vision et en proposent l’expérience aux non-Autochtones comme une forme de tourisme spirituel.